# 제2차 냉전
제2차 냉전(한국 한자: 第二次冷戰, 영어: Second Cold War, Cold War II, Cold War 2.0) 또는 신냉전(한국 한자: 新冷戰, 영어: New Cold War)은 구 소련의 붕괴와 냉전 질서의 해체로 인한 탈냉전 시대 이후 21세기에 들어 다시 미국과 유럽 등 옛 서구권과 러시아, 중화인민공화국 등의 옛 동구권의 대립이 격화되는 현상을 옛날 냉전과 비교하여 이르는 정치 용어이다.

## 과거 용례
1955년 존 포스터 덜레스 국무장관과 1956년 소련의 선전이 냉전의 재개를 촉진하고 있다는 뉴욕 타임스의 경고에서 "신냉전"이라는 표현이 사용된 초기 사례 중 두 가지가 있었다. 다른 과거의 출처들은 프레드 할리데이, 앨런 M. 월드, 데이비드 S. 페인터, 놈 촘스키와 같은 학자들이 1979년~1985년 및 1985년~1991년 냉전 시기를 지칭하기 위해 이러한 용어들을 상호 교환적으로 사용했다. 다른 몇몇 출처들 은 1970년대 중반의 냉전을 언급하기 위해 유사한 용어를 사용했다. 칼럼니스트 윌리엄 사파이어는 1975년 뉴욕 타임스 사설에서 닉슨 행정부거 소련과의 데탕트 정책을 실패한 뒤 "제2차 냉전"이 시작되었다고 주장했다. 학자 고든 H. 창은 2007년에 리처드 닉슨 미국 대통령과 중국 공산당 주석 마오쩌둥 간의 1972년 회담 이후의 냉전 시기를 "제2차 냉전"이라고 표현했다.

## 실제성 여부
1998년 5월, 조지 케넌은 미국 상원이 폴란드, 헝가리, 체코를 포함한 NATO 확장에 대한 투표를 "새로운 냉전의 시작"으로 묘사하며 "러시아인들이 점차적으로 반발할 것이며 그들의 정책에 영향을 미칠 것"이라 예측했다. 2001년, 외교 정책 및 안보 전문가 제임스 M. 린지와 이보 달더는 테러에 대한 방지를 "새로운 냉전"으로 묘사했다. 영국 저널리스트 에드워드 루카스는 2008년 2월, 러시아와 서방 사이의 새로운 냉전이 이미 시작되었다고 적었다.
그러나 다른 자료들에서는, 과거 냉전과 유사한 정도의 긴장이 발생하지 않을 것이라는 의견도 있다. 로잔스키와 살만은 2015년 3월 잡지에서 다른 냉전이 발발하지 않을 것이라는 주장에 대한 이유를 피력했다. 2015년 10월 로렌스 솔로몬은 파이낸셜 포스트에 제2차 냉전이 발발하지 않을 것이라는 의견을 개진했다.

## 같이 보기
- 제3차 세계 대전
- 중러 관계
- 기후 안보
- 차가운 평화
- 정보전
- 러시아-북대서양 조약 기구 관계
- 탈냉전 시대
- 구소련 지역의 분쟁
- 포스트아메리카 시대
- 대리전
- 우주 전쟁
- 전략적 자치